# Pascal Danel

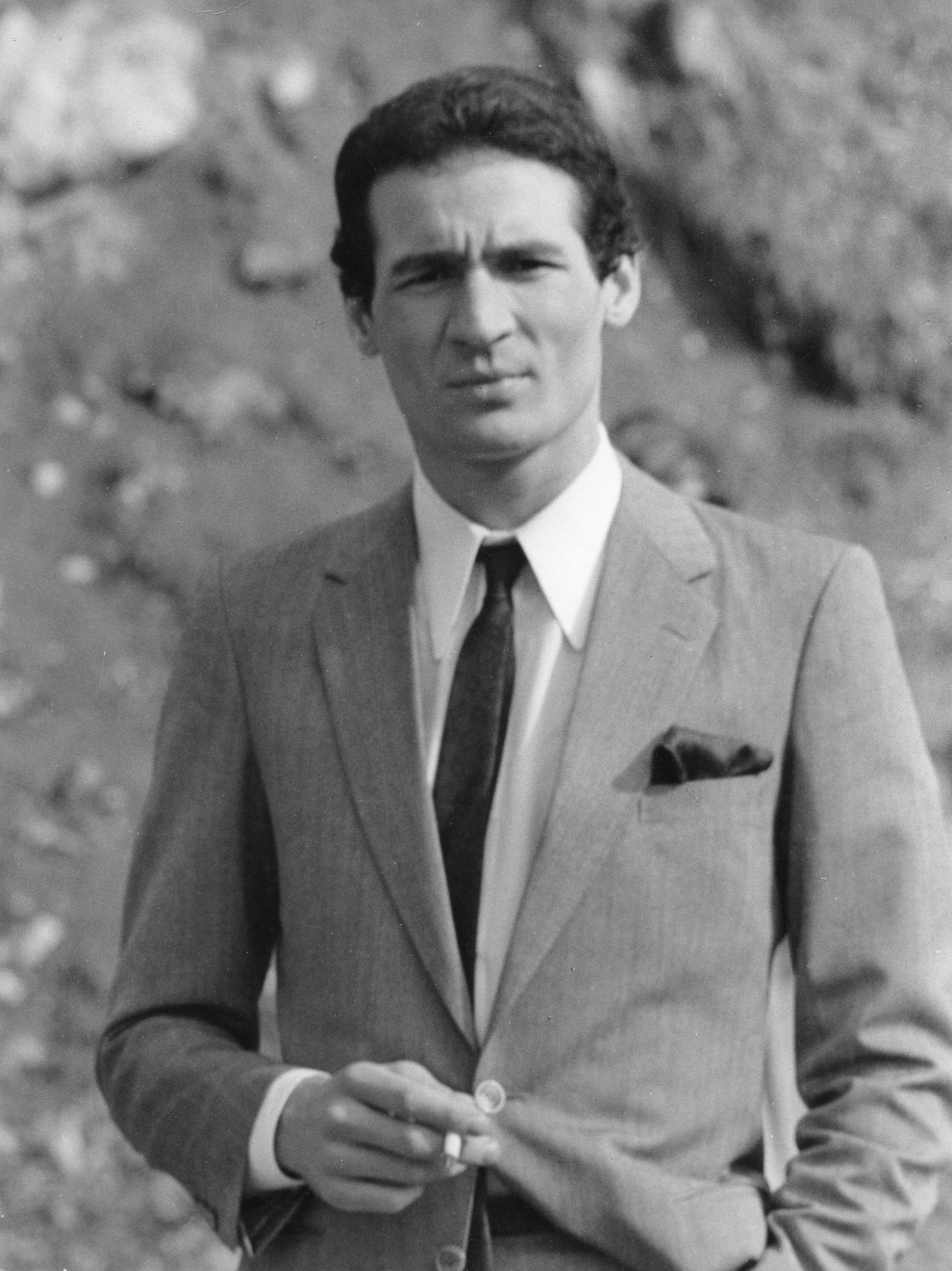
Pascal Danel im Jahr 1967

Pascal Danel (* 31. März 1944 in Paris; † 25. Juli 2024) war ein französischer Sänger und Komponist.

## Leben
Danel begann seine Sängerkarriere im Jahre 1964.
Nach zwei kleineren Erfolgen erreichte er Platz 1 der Charts in Frankreich und mehreren anderen europäischen Ländern mit La Plage aux romantiques, einer Goldsingle 1966. 1967 folgte der internationale Erfolg Kilimandjaro, ein Platinalbum und eine Nr.-1-Single, die er in sechs Sprachen aufnahm.
Das Lied wurde über 180 Mal von verschiedenen internationalen Künstlern aufgenommen und ist einer der französischen Standards des Jahrzehnts. Eine markante Textzeile des Chansons Kilimandjaro lautet: «Elles te feront un blanc manteau où tu pourras dormir.»
Er nahm seine Lieder häufig auf Italienisch, Spanisch oder Japanisch auf und unternahm Tourneen durch die Welt.
Er hatte einen weiteren Nr.-1-Hit mit Comme une enfant. Mehrere Top-10-Hits folgten in den späten 60er und 70er Jahren.
Im Jahre 1979 kam La Plage aux romantiques wieder unter die Top 5.

## Diskografie

### Alben
- Kilimandjaro – 1967
- Collection Record – 1968
- Disque d’or – 1970
- Impact – 1973
- Rotterdam – 1974
- Si tu passes le pont – 1975
- Ailleurs – 1978
- Générique 80 - 1979
- Succès – 1980
- Olympia 80 – 1980
- Un homme fou d’amour – 1981
- Les plus belles chansons – 1982
- Les Rats – 1983
- Les plus grands succès – 1989
- Buttafoco, retour aux racines corses – 1994
- Je voulais simplement te dire – 2000

### Sammlungen auf CD
- Diamond
- Master Série
- Talents du siècle
- L’Estérel
- Kilimandjaro
- La Plage aux romantiques
- Essential
- Gold
- Mes années vinyl
- Les inoubliables
- Sus grandes exitos (Spanien)

### Singles
- Je m’en fous (1965) (N°18)
- Hop là tu as vu ! (1965) (N°16)
- La Plage aux romantiques (1966) (N°1)
- Pierrot le sait (1966) (N°33)
- Jeanne (1967) (N°16)
- Kilimandjaro (1967) (N°1)
- Les trois dernières minutes (1967) (N°6)
- Comme une enfant (1967) (N°1)
- Avec un bout de crayon (1967) (N°38)
- Le Funambule (1968) (N°21)
- La neige est en deuil (1968) (N°14)
- L’Italie (1968) (N°32)
- Allez viens on danse (1968) (N°24)
- Dans la main d’une fille (1969) (N°42)
- Un jour d’été (1969) (N°27)
- Mamina (1970) (N°4)
- Ton âme (1972) – Prix de la Rose d’or (N°17)
- Notre Dame (1972) (N°48)
- Je suis un aventurier (1973) (N°2)
- Pour un amour (1973) (N°11)
- Le Petit Prince n’est pas mort (1973) (N°7)
- Comme on est bien ensemble (1973) (N°21)
- Rotterdam (1974) (N°13)
- La Communale de mes 10 ans (1978) (N°26)
- Si l’on vivait ensemble (1978) (N°41)
- Et j’ai soudain beaucoup d’amis (1979) (N°50)
- La plage aux Romantiques (1979) (N°5)
- Les Grands Oiseaux (1980) (N°44)
- Un homme fou d’amour (1981) (N°41)
- Et si on partait d’ici (1982) (N°19)
- La robe d’Organdi (1983) (N°48)
- While my Guitar Gently Weeps – Duo mit Jean-Pierre Danel (2009) (N°29)

### Weitere Singles
- Soldat Soldat (1964)
- Paul (1973)
- J’écris ton nom (1973)
- Ne bouge pas ne parle pas (1975)
- Je m’appelle comme tu veux (1976)
- Je suis un homme tout simplement (1976)
- Le mal de mer (1977)
- Le coin du bois d’amour (1981)
- Les Rats (1983)
- Le Cœur des femmes (2007)
- L’ami Jacob (2007)
- La Plage aux romantiques – Duo mit Laurent Voulzy (2007)